# Grad Wijnandsrade
Grad Wijnandsrade (nizozemsko Kasteel Wijnandsrade) je grad, ki se nahaja v skledi istoimenske vasi Wijnandsrade v nizozemski provinci Limburg v občini Beekdaelen.
Grad je od leta 1965 razglašen za državni spomenik. Levo in desno krilo sta označena kot dva ločena državna spomenika.

## Opis
Sedanji grad je delno krožna zgradba, sestavljena iz treh kril, ki obkrožajo dvorišče. Najstarejši del je zahodni trakt, prvotna obrambna hiša, ki sta jo v letih 1554 do 1563 zgradila brata Viljem in Werner von dem Bongart. V tem traktu je prvotna viteška dvorana s kaminom iz 16. stoletja. Južni trakt in vzhodni trakt sta bila zgrajena po naročilu barona Jozefa Klemensa von dem Bongarta med letoma 1717 in 1719. Okoli leta 1726 so vhodna vrata povišali ter leta 1775 opremili s kupolastim stolpičem z lanterno. Nad vhodnimi vrati sredi južna fasada je baronski grb Von dem Bongarta.
Ob gradu je grajska kmetija, nekdanji "kmečki dvor", sestavljena iz treh traktov okoli velikega dvorišča. Grajsko kmetijo že leta uporabljajo kot poskusno kmetijo za lesna tla, od leta 2006 pa jo oddajajo različnim podjetjem.
Za gradom je mota Wijnandsrade , obdana z grajskim jarkom. Na tem umetnem griču je nekoč stal prvotni grad, verjetno stanovanjski stolp. Postavljen je bil v 13. stoletju, a so ga morali opustiti, ko je zaradi izuma smodnika izgubil svojo obrambno funkcijo. Ostanki teh objektov niso ohranjeni, vendar je mota pod spomeniškim varstvom.

## Zgodovina

### Zgodnja zgodovina in poimenovanje
Grad Wijnandsrade se prvič omenja v 12. stoletju. Najstarejši grad je bil obrambna zgradba, verjetno utrdba, na vrhu hriba mote. To utrdbo je verjetno zgradil Godfried II., sin Godfrieda I., gospod Schinnenski in tudi prvi gospod Rode-Wijnandsrade. Ime "Rode" je vzeto iz očiščene in predelane površine, katere zemljišča so bila obdelana. Hčerka Winanda II. Godfriedszoona Rodejskega Elizabeta se je poročila z Ivanom Maschereelom Van Schoonvorstskim Schonau na gradu Richterich in je tudi nosila grb Schonrodeja. Ivan je bil potomec Heinemana (Hendrika) Haasdalskega (Schimmerta), sina Goswinusa. Vitezi Maschereelski Rodejski so se uspeli odlikovati na bojišču in družina je povečala svoj ugled, deloma s porokami in dedovanjem. Različni potomci Godfrieda Rodejskega so imeli prvo ime Wijnand in po Ivanu sin Janeza Rodejskega Wijnand Maschereel van Rodejski, od leta 1397 gospodar Wijnandsradeja. Za razlikovanje od drugih območij, imenovanih »Rode« ali »Rade«, se je to gospostvo sprva imenovalo Herwinandsrode, kasneje pa Wijnandsrade.
V šestnajstem stoletju je rodbina Maschereelskih Schonforstskih iz Rodeja izumrla. Leta 1516 se je hči naslednica Winanda IV. Maschereela, Marija, poročila z Viljemom van den Bongartom. Družina Bongart je živela na gradu Haus Heide v Kohlscheidu na Amstelu potoku ob Kerkradeju in na drugi strani Richterich, kjer je živel Johann Macharel v gradu Schonau. Bili so iz stare renske družine s posestmi v Paffendorfu in Bergerhausnu (Essen). Bili so ministerialna družina, ki je služila vojvodi/grofu Gulika in so prebivali v gradu Wilhelmsteinu na drugi strani Wurma. Kasneje je bil tudi dedni komornik vojvod Jülika in uradnik Dürena in Nörvenicha. Njegov tast Wijnand IV. Maschereel je leta 1531 nanj prenesel oblast nad gospoščino v zameno za letno plačo. To je pomenilo, da sta grad in dvorec padla v roke družine Van den Bongard, ki je imela v lasti tudi bližnji grad De Bongard v Bocholtzu.

### Obdobje Bongartskih
Sinova Viljema  Bongartskega, Viljem in Werner, sta postala solastnika, toda po delitvi, v kateri je Viljem postal gospod Heijdna, je Werner I. pridobil oblast nad Wijnandsrade. Moto je zapustil in ob njenem vznožju zgradil grad. Gradnja, ki se je začela leta 1554, je trajala do leta 1563. Od sedanjega gradu je ohranjen zahodni trakt.
Njegov sin Werner II., poročen z Ano Katarino Vlodropsko, je dobil naziv Freiherr (baron) in stvari so mu šle zelo dobro, deloma zato, ker je od strica njegove žene, Baltazarja Vlodropskega podedoval luksemburške posesti, kot so Moerstorf, Veltz (Larochette) in Beffort (Beaufort). V tej regiji so pridobili tudi Terblijt in Rijckholt. Njegov sin, Viljem II. Bongartski, je umrl v vojaški službi 17. septembra 1631 med tridesetletno vojno na bojišču pri Leipzigu. Njegov grob z lepim spomenikom se nahaja na koru sosednje župnijske cerkve. Manj privlačen kip stoji na dvorišču gradu ob vhodu v moto.
Okoli leta 1775 so grad precej olepšali. Vgrajena so bila zunanja vrata v stilu Ludvika XV. in poslikave na stopnišču. Po francoskem slogu so bili urejeni tudi vrtovi in dolga aleja z lipami, ki je v pokrajini upodabljal veličasten grb Bongartskih.
Leta 1794 se je gospostvo Wijnandsrade končalo zaradi prihoda Francozov. Čeprav je družina Bongartskih ostala v lasti gradu in najemniških kmetij, je upravljanje območja prevzela francoska vlada, ki je ustanovila občino Wijnandsraede. V tem obdobju so v vasi vladala nasprotja, gradu so celo grozili s požigom.
Po francoskem obdobju je bilo ozemlje nekdanje gospoščine vključeno v občino Wijnandsrade. Družina  Bongartskih je običajno bivala na gradu v Paffendorfu. Za njihove zadeve tukaj je skrbel oskrbnik.

### Jezuïti in čudež
Leta 1872 sta baron Ludvik in baronica Melanija dala grad na razpolago nemškemu jezuitskemu redu, ki ga je cesar izgnal iz Prusije zaradi Kulturkampfa. 
Patri so tu ustanovili semenišče, ki je kmalu postalo središče vere in znanosti. Ko so prispeli, jih je bilo malo, vendar je njihovo število naraslo na več kot 80 patrov in bratov.
Njihov predstojnik, pater Viljem Eberschweiler SJ, je leta 1921 umrl v svetosti in od leta 1952 v Rimu poteka proces beatifikacije. Drug slavni pater je bil Erich Wasmann SJ, znan kot "oče mravelj", ki je ustvaril svetovno znano zbirko mravelj, ki je zdaj v Naravoslovnem muzeju v Maastrichtu. Patri so Wijnandsrade zapustili leta 1910.
Med bivanjem jezuitov naj bi se zgodil čudež. Bolni brat je bil popolnoma paraliziran, ni mogel več govoriti in nenehno izgubljal zavest. Da se je lahko premikal, so ga morali podpirati drugi patri in bratje. Več zdravnikov je želelo uporabiti šok terapijo. Vendar je bil duhovnik tako prijazen, da je prinesel vodo iz Lurda. Ko se je brat umil z njo in jo popil, je nenadoma spet lahko hodil in govoril. To je veljalo za čudež. Predstojnik je sklenil v Wijnandsrade postaviti lurško jamo v zahvalo Mariji za pomoč bolnemu bratu.

### Nedavni prebivalci in lastniki
Zadnji baron Bongartski, Ludvik, je umrl brez otrok in je vse imetje zapustil bratrancu svoje žene Melanije, Piju Wilderichu grofu Walderdorfskemu, ki je po dovoljenju avstrijskega cesarja Franca Jožefa I. lahko uporabljal naziv baron Bongartski. Vendar pa je Pij leta 1916 grad in drugo posest v Wijnandsrade prodal heerlenskemu bankirju Hubertu Jozefu Dupontu (1880-1964), s čimer se je obdobje Bongartskih dokončno končalo.
Skoraj takoj je Dupont grad prodal najemniku grajske kmetije Teodorju Josefu Hubertu Opfergeltu (1854-1931), ki je bil v letih 1905-1929 župan mesta Wijnandsrade. Na županskem mestu ga je nasledil sin Godfried Opfergelt (1888-1977), ki je prav tako živel na grajski kmetiji in ostal na položaju do leta 1953. Leta 1928 je bil grad prodan minoritom konventualcem, ki so tam ustanovili kolegij " Kristus kralj", kjer so se izobraževali semeniščniki. Grajska kmetija z 58 ha kmetijskih zemljišč je bila leta 1959 dana v najem Ustanovi poskusne kmetije Wijnandsrade, ki je kasneje tudi postala lastnica. Z večjo obnovo v začetku osemdesetih let 20. stoletja je bila kmetija primerna kot reprezentativno središče poljedelstva na lesnih tleh.
Leta 1967 je grad postal last in dom inženirskega podjetja Royal Haskoning. Ker je ostal delno prazen, je bil propad neizogiben. Sedanji lastnik je od leta 1990 Fundacija za ohranitev gradu Wijnandsrade, ki je leta 1992 začela z večjo obnovo. Viteška dvorana se danes med drugim uporablja kot poročna dvorana. V gradu so urejena stanovanja, v katerih bivajo zasebniki. Uporabljajo se tudi prostori, kot so pisarne in sejne sobe. Nekateri deli so odprti za javnost. V gradu in grajski kmetiji poleti že 35 let organizirajo Kulturno-folklorni festival, ki privablja obiskovalce iz domovine in tujine. Od leta 2006 je lastnica grajske kmetije tudi Fundacija za ohranitev gradu Wijnandsrade, tako da je celoten stavbni kompleks ponovno v lasti iste (pravne) osebe.
Od leta 2008 se trakt grajske kmetije uporablja za promocijo, proizvodnjo in veleprodajo limburških vin. Na voljo sta tudi degustacijski prostor in terasa, ki je poleti zasedena.